# Erika Fritsche
Erika Fritsche (* 5. Oktober 1956 in Aull) ist eine deutsche Politikerin (Grüne) und ehemalige Landtagsabgeordnete von Rheinland-Pfalz.

## Leben und Beruf
Nach dem Besuch der Volksschule in Aull sowie der Verbandsschule Altendiez besuchte sie von 1971 bis 1973 eine Kaufmännische Berufsfachschule in Limburg. Dem schloss sich bis 1976 ein Wirtschaftsgymnasium in Limburg an. Von 1976 bis 1977 war sie als kaufmännische Angestellte beschäftigt. Nach dem Studium der Betriebswirtschaft bis 1980 an der Fachhochschule Rheinland-Pfalz in Koblenz (Abschluss Diplom-Betriebswirtin (Fachhochschule)) war sie von 1980 bis 1991 als Beamtin bei der DBP Telekom beschäftigt. Seit 1996 ist sie Beamtin bei der Deutschen Telekom AG.

## Partei
Sie wurde 1980 Mitglied von Bündnis 90/Die Grünen.

## Landtag Rheinland-Pfalz
Fritsche wurde bei der Landtagswahl 1991 in den rheinland-pfälzischen Landtag gewählt und gehörte diesem für eine Wahlperiode vom  21. Mai 1991 bis zum 19. Mai 1996 an. Vom 22. März 1995 bis zum Ende der Wahlperiode am 19. Mai 1996 war sie Landtagsvizepräsidentin. In der Wahlperiode war sie Mitglied im Ältestenrat, im Ausschuss für Europafragen, im Ausschuss für Wirtschaft und Verkehr und im Medienpolitischen Ausschuss.

## Sonstiges Engagement
Fritsche ist Mitglied der Deutschen Postgilde (Bundesverband von Fach- und Führungskräften bei Post und Telekom) und von ver.di (Deutsche Postgewerkschaft).